# 折鶴お千
『折鶴お千』（おりづるおせん）は、1935年に公開された溝口健二監督、山田五十鈴主演の日本のサイレント映画。 
泉鏡花の小説『売色鴨南蛮』が原作。

## あらすじ
遅れた電車を待っている間、秦宗吉医師はかつて自殺から彼を救った芸者のお千のことを思い出していた。 
悪徳な骨董屋に食い物にされていたお千は、勇気を持って彼らと決別し、宗吉のために尽くし、医学研究を続けることを支えてくれた。
彼女は、宗吉の祖母の生まれ変わりであると信じ、願いを叶えていると感じていた。
しかし、ある日、窃盗と売春で告発され、お千は逮捕された。 悲痛な別れの後、彼女は着物から取り出した折鶴を宗吉に渡した。
電車が到着し宗吉の回想は中断した。 
宗吉は意識を失った乗客の緊急治療のために呼び出された。
病院に移送されたお千は心的外傷を負い、もはや誰も認識できない。

## スタッフ
以下のスタッフ名は特に記載がない限りKINENOTEに従った。
- 監督 - 溝口健二
- 脚本 - 高島達之助
- 原作 - 泉鏡花 小説『売色鴨南蛮』
- 撮影 - 三木稔
- 美術 - 小栗美二[2]
- 選曲 - 松井翠声
- 解説（ナレーター[4]） - 松井翠声

## キャスト
以下の出演者名と役名はallcinemaに従った。
- 山田五十鈴 - お千
- 夏川大二郎 - 秦宗吉
- 芳沢一郎 - 浮木
- 芝田新 - 熊沢
- 藤井源市 - 松田
- 中野英治 - 教授
- 鳥井正 - 甘谷
- 北村純一 - 盃の平四郎
- 滝沢静子 - お袖
- 伊藤すゑ - 宗吉の祖母